# Arnaud de Solages
Arnaud de Solages SJ, né le 26 février 1898 à Blaye-les-Mines et mort le 22 novembre 1981 à Luynes, est un prêtre jésuite, enseignant et résistant français. Il est l'un des premiers sponsors du cinéaste allemand Volker Schlöndorff.

## Biographie
Arnaud de Solages est le troisième enfant du marquis Jérôme Ludovic de Solages et de son épouse Marguerite de Guitaut. Il suit de bonnes études chez les Jésuites, au collège Bon Secours, à Saint-Sauveur (devenu Highlands College, Jersey (en)), durant lesquelles il se distingue.
À l'âge de seize ans, il entreprend son noviciat au St. Mary's College de Canterbury à la fin d'octobre 1914. En 1917, il est enrôlé dans le service militaire avec le 81e régiment d'artillerie lourde à Satory. En 1920/21, il est de retour à Jersey, où, à partir des années 1920, un groupe de prêtres français commence à formuler une critique puissante de la théologie thomiste et néo-scolastique qui prédomine à l'époque. Ils se référent aux sources les plus anciennes de la tradition catholique, en particulier au travail des Pères de l'Église. À la tête de ce mouvement, qui devient plus tard la « Nouvelle Théologie », se tient le jésuite Henri de Lubac ; ses compagnons comprenaient des prêtres tels que Gaston Fessard, R. d'Oucine, Ch. Nicolet et plus tard R. Hamel. Arnaud de Solages sympathise avec ce groupe et est nommé coadjuteur par eux.
Dans les années suivantes, il est professeur dans le secondaire à Poitiers, Le Mans, Tours et Vannes. À Tours, qui devient son endroit préféré, il est activement impliqué dans la résistance pendant l'occupation allemande,. À partir de 1940, il soutient les réfugiés, les juifs et d'autres personnes menacées. En 1942, il interprète Jeanne d'Arc de Charles Péguy dans le Grand Théâtre de Tours avec les élèves du collège Saint-Grégoire. La censure des occupants allemands avait vérifié le texte et ne s'y était pas opposée. Lors de la première, le premier mouvement dans lequel Jeanne d'Arc attaque les Anglais est accueilli par les Allemands en uniforme dans les rangs du public. Mais lorsque les applaudissements du public français sont accrus après que la pièce parle de la liberté et de l'indépendance de la France, les occupants ont lentement compris que c'était une provocation envers eux et, après la deuxième représentation, ils interdisent toute nouvelle représentation.
Sous la direction d'Arnaud de Solages, le collège Saint-Grégoire de Tours se développe sur le modèle de la « Jeunesse étudiante chrétienne », que la Gestapo appelle en scène. En septembre 1943, le père jésuite Bernard de La Perraudière est le premier arrêté. Arnaud de Solages entre dans la clandestinité pour éviter sa propre arrestation et s'enfuit dans le Massif central (département du Tarn), où il reprend son combat avec les Forces françaises de l'intérieur (FFI). Avec Anne-Marie Marteau et d'autres résistants, il fonde le réseau « Libération-Nord » dans le Cher.
Après la guerre, la réconciliation franco-allemande est pour lui une préoccupation centrale, qu'il fait avancer avec le père jésuite Jean du Rivau. De 1949 à 1957, il se rend dans des camps ouest-allemands de réfugiés de l'Est pendant trois semaines par an durant les vacances scolaires.
En tant que mélomane, il assiste chaque année au Festival de Salzbourg. Il se lie d'amitié avec le peintre Max Ernst, le sculpteur Alexander Calder et la famille de l'homme politique Michel Debré, avec qui il a travaillé dans la résistance du « Libé-Nord », ainsi que le médecin Georges Desbuquois, qui travaille à Tours. Une amitié de toute une vie le lie avec Anne-Marie Marteau, qu'il accompagne en 1947 dans la mise en place d'un établissement pour enfants issus de milieux sociaux difficiles à Joué-lès-Tours (aujourd'hui le Centre Anne-Marie Marteau).
Le cinéaste allemand Volker Schlöndorff a été élève du Père de Solages en français et au cours de théâtre au collège Saint François-Xavier de Vannes. Les deux avaient une amitié de longue date.
Il passe les deux dernières années de sa vie dans une maison de retraite médicalisée à Luynes près de Tours. Il y meurt le 25 novembre 1981 à l'âge de 83 ans. Trois jésuites et Volker Schlöndorff lui donne la dernière escorte à la crypte jésuite de Tours.

## Décoration
- Médaille de la Résistance française (décret du 5 juin 1946)[12]